# The Message of the Mouse
The Message of the Mouse è un film muto del 1917 diretto da James Stuart Blackton.

## Trama
Cinque ambasciatori stranieri formulano un piano per stornare fondi dall'America in modo da poterli impiegare nei loro rispettivi paesi. Le speranze dei cospiratori risiedono in Henry Winthrop e nei suoi soci che detengono il monopolio delle navi a vapore. Cercando di scoprire i piani dei sindacati americani, i cospiratori assumono Hallan Varrie, una nota spia, che riesce a farsi assumere come domestico nella residenza di Winthrop.
Un biglietto, che riporta un messaggio segreto tra Varrie e la sua complice Marcia Elmore, è portato da un topo in giro per la casa: viene rinvenuto nella stanza di Wynn, la figlia di Henry Winthrop. La ragazza sospetta del coinvolgimento del padre nel piano e cerca di convincerlo a bloccare il ritiro di denaro dagli istituti che Winthrop controlla. Disperata, Wynn alla fine si rivolge ai servizi segreti e, con l'aiuto di Daniel Concord, il capo dei servizi, riesce a ottenere le prove contro Varrie. Il piano dei cospiratori fallisce, evitando conseguenze disastrose per gli Stati Uniti e la sua economia.

## Produzione
Il film fu prodotto dalla Vitagraph Company of America, un Blue Ribbon Feature.

## Distribuzione
Distribuito dalla Greater Vitagraph (V-L-S-E), il film uscì nelle sale statunitensi il 2 luglio 1917. Fu distribuito in riedizione nel 1920 .

### Date di uscita
- USA  2 luglio 1917
- USA  1920 (riedizione)